# Cassuéjouls
Cassuéjouls település Franciaországban, Aveyron megyében. Lakosainak száma 106 fő (2022. január 1.). Cassuéjouls Huparlac, Laguiole, Soulages-Bonneval és Argences-en-Aubrac községekkel határos.

## Népesség
A település népessége az elmúlt években az alábbi módon változott:
| Lakosok száma | 214  | 163  | 152  | 141  | 116  | 112  | 108  | 106  | 105  | 106  |
|               | 1968 | 1982 | 1990 | 2006 | 2013 | 2015 | 2017 | 2019 | 2020 | 2022 |